# Загальнонаціональний круглий стіл
Загальнонаціона́льний кру́глий стіл — круглий стіл, зініційований Президентом України з метою проведення публічного обговорення та розв'язання парламентської кризи шляхом взаємних поступок усіх сторін конфлікту, формування спільного бачення національних пріоритетів розвитку та вироблення узгодженого плану їх реалізації.
Засідання Загальнонаціонального круглого столу відбувались двічі: 27 липня та 3 серпня 2006 року.

## Перше засідання
Перше засідання відбувалось Державних заходів Секретаріату Президента 27 липня 2006 року.  Декларована мета — консолідація державних інституцій, провідних політичних сил, громадських діячів довкола національних пріоритетів. 
Завдання круглого столу: 
- Розв’язання парламентської кризи неконфронтаційним шляхом
- Формування спільного бачення національних пріоритетів розвитку
- Вироблення узгодженого плану дій щодо реалізації національних пріоритетів розвитку

### Учасники
- Голова Верховної Ради Олександр Мороз,
- Прем’єр-міністр Юрій Єхануров,

Лідери всіх парламентських фракцій:
- Віктор Янукович (Партія регіонів),
- Юлія Тимошенко (БЮТ),
- Роман Безсмертний («Наша Україна»),
- Василь Цушко (Соціалістична партія),
- Петро Симоненко (Комуністична партія).

Представники громадськості:
- колишній Президент України Леонід Кравчук,
- колишній Голова Верховної Ради Іван Плющ,
- президент Українського ПЕН-клубу Євген Сверстюк,
- академік НАН України Мирослав Попович,
- президент Національного Університету «Києво-Могилянська Академія» В’ячеслав Брюховецький,
- ректор Національного технічного університету України «Київський політехнічний інститут» Михайло Згуровський,
- голова Харківської правозахисної групи Євген Захаров.

## Друге засідання
Перше засідання відбувалось Державних заходів Секретаріату Президента 3 серпня 2006 року.

### Учасники
- Голова Верховної Ради Олександр Мороз,
- Прем’єр-міністр Юрій Єхануров,

Лідери всіх парламентських фракцій:
- Віктор Янукович (Партія регіонів),
- Юлія Тимошенко (БЮТ),
- Роман Безсмертний («Наша Україна»),
- Василь Цушко (Соціалістична партія),
- Петро Симоненко (Комуністична партія).

Представники громадськості в цьому засіданні участі не брали.

### Результати
На цьому засіданні було підписано Універсал національної єдності усіма учасниками, крім БЮТ, а КПУ — із застереженнями. Також, цей круглий стіл продемонстрував розкол серед СПУ, Наша Україна (партія) та БЮТ — політичними силами, які брали участь в Помаранчевій революції. Юлія Тимошенко заявила про перехід її фракції в опозицію (див. текст її промови).